# Coalition noire-bleue
En Autriche, une coalition noire-bleue (Schwarz-Blaue Koalition) ou turquoise-bleue (Türkis-blaue Koalition) est une coalition gouvernementale rassemblant le Parti populaire autrichien (ÖVP, dont la couleur est le noir ou, depuis 2017, la couleur turquoise) et le Parti autrichien de la liberté (FPÖ, dont la couleur est le bleu).

## Histoire
Ce type de coalition a vu le jour au niveau fédéral pour la première fois en 1999, à la suite des législatives qui furent marquées par la très forte poussée du FPÖ nationaliste de Jörg Haider, arrivé en seconde position derrière le Parti social-démocrate d'Autriche (SPÖ).
Sa formation fut fortement décriée au niveau de l'Union européenne, car c'était la première fois qu'un parti populiste d'extrême droite participait à un gouvernement national.
Elle fut remplacée par la coalition noire-orange à partir de 2005.
À la suite des législatives de 2017, la coalition revient au pouvoir. En mai 2019, un scandale de corruption pousse à la démission Heinz-Christian Strache, président du FPÖ. Le 18 mai 2019, le chancelier fédéral Sebastian Kurz annonce qu'il destitue le ministre de l'Intérieur, Herbert Kickl, après quoi tous les ministres du FPÖ démissionnent de leurs fonctions mettant ainsi fin à la coalition. La coalition aura duré moins d'un an et demi.

## Au niveau fédéral
| Députés   | Dates                                                       | Chancelier | Chancelier              | Cabinet     |
| --------- | ----------------------------------------------------------- | ---------- | ----------------------- | ----------- |
| 104 / 183 | 4 février 2000 - 28 février 2003 (3 ans et 24 jours)        |            | Wolfgang Schüssel (ÖVP) | Schüssel I  |
| 97 / 183  | 28 février 2003 - 17 avril 2005 (2 ans, 1 mois et 20 jours) |            | Wolfgang Schüssel (ÖVP) | Schüssel II |
| 113 / 183 | 18 décembre 2017 - 22 mai 2019 (1 an, 4 mois et 4 jours)    |            | Sebastian Kurz (ÖVP)    | Kurz I      |

## Au niveau desLänder
- 1974-1987, en Vorarlberg avec Herbert Keßler
- 1987-1999, en Vorarlberg avec Martin Purtscher
- 1999-2009, en Vorarlberg avec Herbert Sausgruber